# M/S Vinösund
M/S Vinösund, färja 325, är en av Trafikverket Färjerederiets färjor. Färjan byggdes på Falkenbergs varv i Falkenberg och Holms varv i Råå och levererades 1985 för att sättas in Vinöleden i Hjälmaren. Den är reservfärja på Vinöleden mellan Vinön och Hampetorp. På sommaren, när det är många passagerare och personbilar på leden går M/S Vinösund i trafik tillsammans med den ordinarie färjan M/S Sedna.